# 1963-as Formula–1 monacói nagydíj
A monacói nagydíj volt az 1963-as Formula–1 világbajnokság szezonnyitó futama, amelyet 1963. május 26-án rendeztek meg a monacói városi pályán.

## Futam
Az időmérő edzésen Jim Clark szerezte meg a pole pozíciót, de a rajtnál mindkét BRM megelőzte. A második helyről induló Graham Hill vette át a vezetést csapattársa, Richie Ginther előtt. Clark a harmadik pozícióba esett vissza, őt John Surtees, Bruce McLaren és Innes Ireland követte. Az 5. körben Clark elment Ginther mellett, és üldözőbe vette Hillt. Kettejük között éles csata bontakozott ki a 18. körig, amikor Clarknak sikerült átvenni tőle a vezetést. Hill megpróbálta visszavenni tőle a helyet, de Clark fokozatosan meglépett tőle. A következő körben Surtees meg tudta előzni Ginthert, majd az 56. körben Hill mellett is elment, és ezáltal feljött a második pozícióba. Hill ezután ismét harcba szállt elvesztett helyéért, amit hamarosan vissza is szerzett. Nem sokkal később Surtees az olajnyomás csökkenése miatt lelassult. A 79. körben Clark váltója felmondta szolgálatot, és kiállni kényszerült, átadva Hillnek a vezetést és a győzelmet. Ginther második helyével a BRM kettős győzelmet szerzett, míg McLaren harmadikként fejezte be a versenyt a Cooperrel, miután megelőzte a lassú Surteest.
| Helyezés | Rajtszám | Versenyző           | Csapat/Motor   | Futott kör | Idő/Kiesés oka                     | Rajthely | Pont |
| -------- | -------- | ------------------- | -------------- | ---------- | ---------------------------------- | -------- | ---- |
| 1        | 6        | Graham Hill         | BRM            | 100        | 2h41:49,7                          | 2        | 9    |
| 2        | 5        | Richie Ginther      | BRM            | 100        | + 4,6                              | 4        | 6    |
| 3        | 7        | Bruce McLaren       | Cooper-Climax  | 100        | + 12,8                             | 8        | 4    |
| 4        | 21       | John Surtees        | Ferrari        | 100        | + 14,1                             | 3        | 3    |
| 5        | 8        | Tony Maggs          | Cooper-Climax  | 98         | + 2 kör                            | 10       | 2    |
| 6        | 10       | Trevor Taylor       | Lotus-Climax   | 98         | + 2 kör                            | 9        | 1    |
| 7        | 11       | Jo Bonnier          | Cooper-Climax  | 94         | + 6 kör                            | 11       |      |
| 8        | 9        | Jim Clark           | Lotus-Climax   | 78         | Váltóhiba                          | 1        |      |
| 9        | 3        | Jack Brabham        | Lotus-Climax   | 77         | Váltóhiba                          | 16       |      |
| Ki       | 14       | Innes Ireland       | Lotus-BRM      | 40         | Baleset                            | 5        |      |
| Ki       | 20       | Willy Mairesse      | Ferrari        | 37         | Váltóhiba                          | 7        |      |
| Ki       | 17       | Maurice Trintignant | Lola-Climax    | 34         | Kuplung                            | 14       |      |
| Ki       | 4        | Dan Gurney          | Brabham-Climax | 25         | Differenciálmű                     | 6        |      |
| Ki       | 12       | Jim Hall            | Lotus-BRM      | 20         | Váltóhiba                          | 13       |      |
| Ki       | 25       | Jo Siffert          | Lotus-BRM      | 3          | Motorhiba                          | 12       |      |
| NI       | 15       | Chris Amon          | Lola-Climax    |            | Trintignant versenyzett az autóval | (15)     |      |
| NK       | 24       | Bernard Collomb     | Lotus-Climax   |            |                                    |          |      |

## Statisztikák
- A versenyen vezettek: Graham Hill 39 kör (1–17. és 79–100.) és Jim Clark 61 kör (18–78.).

- Graham Hill 5. győzelme, Jim Clark 7. pol pozíció , John Surtees 2. leggyorsabb köre.
- BRM 6. győzelme.

Chris Amon első versenye.